# Spoorlijn Zevenaar - Kleef
De Spoorlijn Zevenaar - Kleef is een voormalige spoorlijn die van Zevenaar, via Elten naar Kleef liep. De Rijn werd tussen Welle (vlak bij Elten en Spijk) en Spyck (vlak bij Griethausen en Schenkenschanz) niet met een brug, maar met een spoorpont overgestoken. Het traject van Elten tot Welle stond later als DB 2266 bekend, het traject van Spyck tot Kleef stond later als DB 2516 bekend. De spoorlijn is in zijn geheel opgebroken.

## Historie

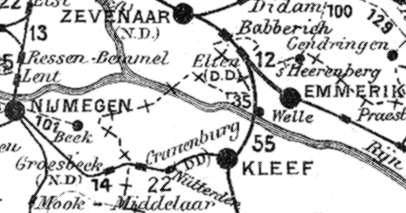
Detail van een spoorwegkaart uit 1904, met daarop de spoorlijn Zevenaar - Kleef

In 1865 opende de Nederlandsche Rhijnspoorweg-Maatschappij (NRS) een alternatieve spoorverbinding via Zevenaar naar Duitsland, omdat de tarieven van de eigenaar van de bestaande spoorlijn, de Cöln-Mindener Eisenbahn-Gesellschaft (CME), te hoog werden gevonden. Deze spoorlijn liep van Zevenaar tot Elten parallel aan de bestaande spoorlijn, omdat de CME uiteraard de concurrent niet van dienst wilde zijn. Van Elten naar Welle boog het spoor af, waarna de trein op een veerpont moest worden gereden, om aan de overkant van de Rijn (bij Spyck) weer verder te rijden. De Altrhein (een oude Rijnarm) bij Griethausen werd met een brug gekruist. Deze brug ligt er nu nog steeds en is daarmee de oudste ijzeren spoorbrug in Duitsland. In Kleef sloot de spoorlijn aan op de lijn van de Rheinische Eisenbahn-Gesellschaft (RhE) richting Keulen.

## Spoorpont

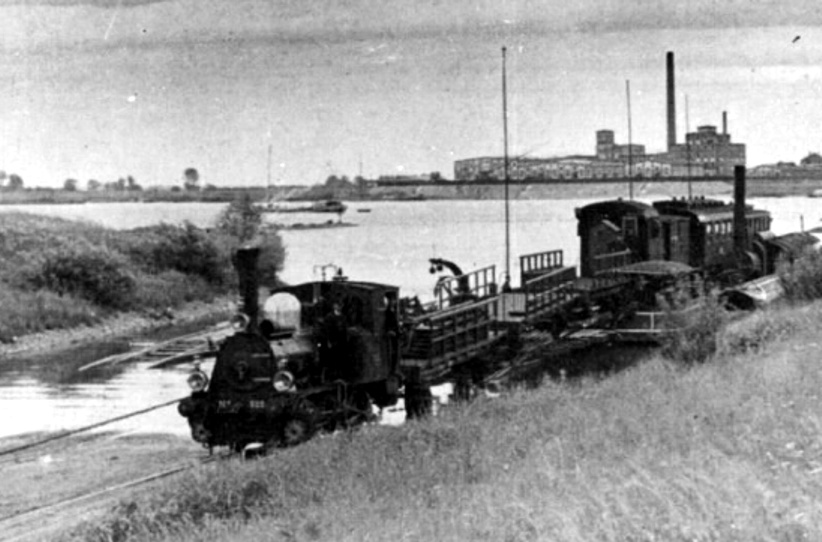
De spoorpont te Welle in 1913

Oorspronkelijk was het de bedoeling een brug te bouwen over de Rijn (die ter plaatse relatief smal is), maar dit werd uit militaire overwegingen niet toegestaan, waarna alleen de mogelijkheid van een veerdienst overbleef. Het veer werd op 19 april 1865 in gebruik genomen en op 21 april reed de eerste reizigerstrein van Keulen naar Zevenaar via deze veerdienst.
De veerpont vervoerde alleen wagons, de locomotief werd niet op de pont geladen. Bij het in- en uitladen werden twee platte wagens aan de locomotief gekoppeld, zodat deze niet op de pont hoefde te rijden en zo de pont niet belastte. Gedurende hoogwater, storm en ijsgang voer de pont niet, dit hield in dat ongeveer 3 weken per jaar er geen treinen konden worden overgezet. Ondanks deze beperking werden er tussen de 20.000 en 30.000 wagons per jaar overgezet.

## Einde

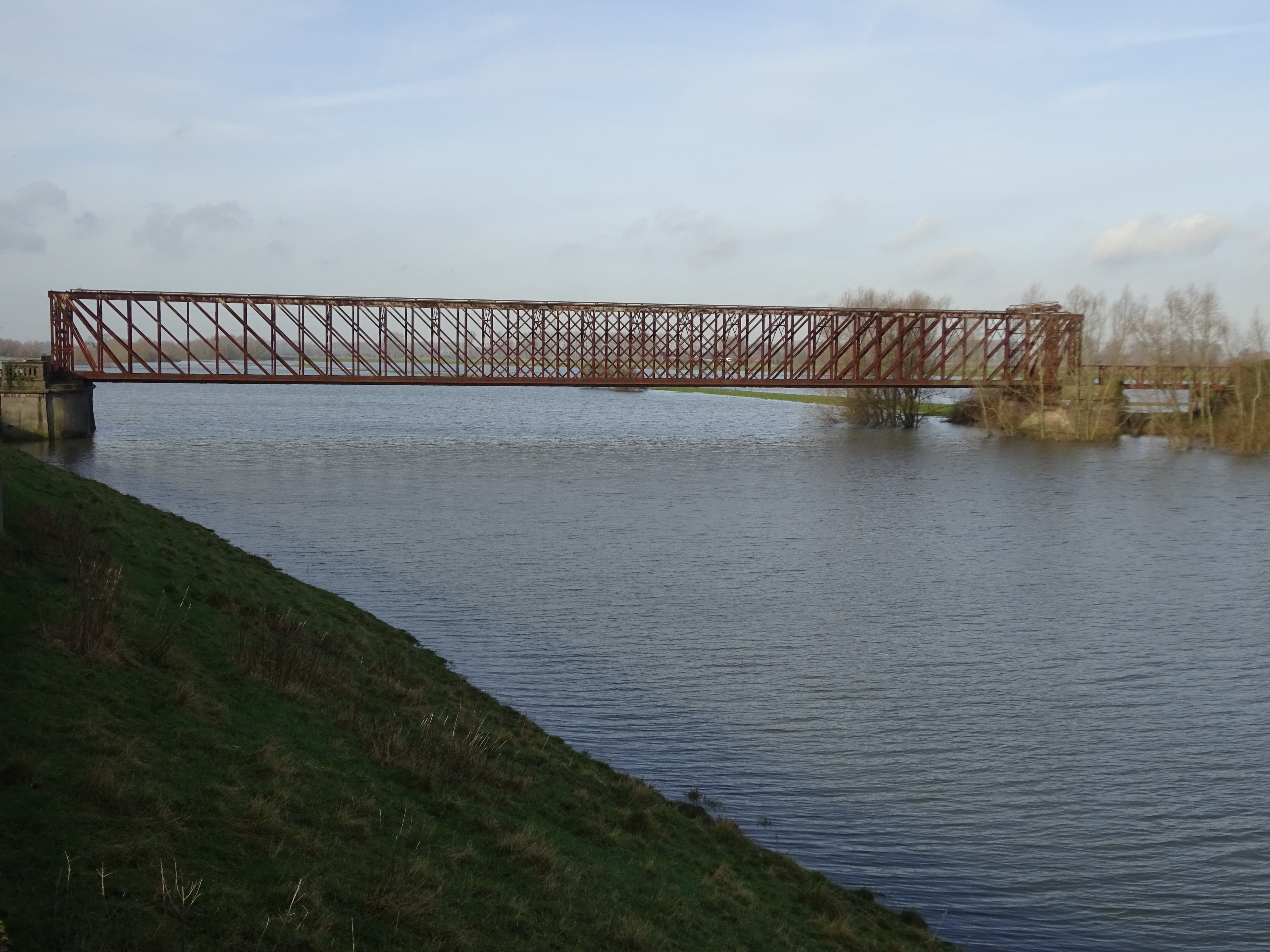
De oude spoorbrug bij Griethausen

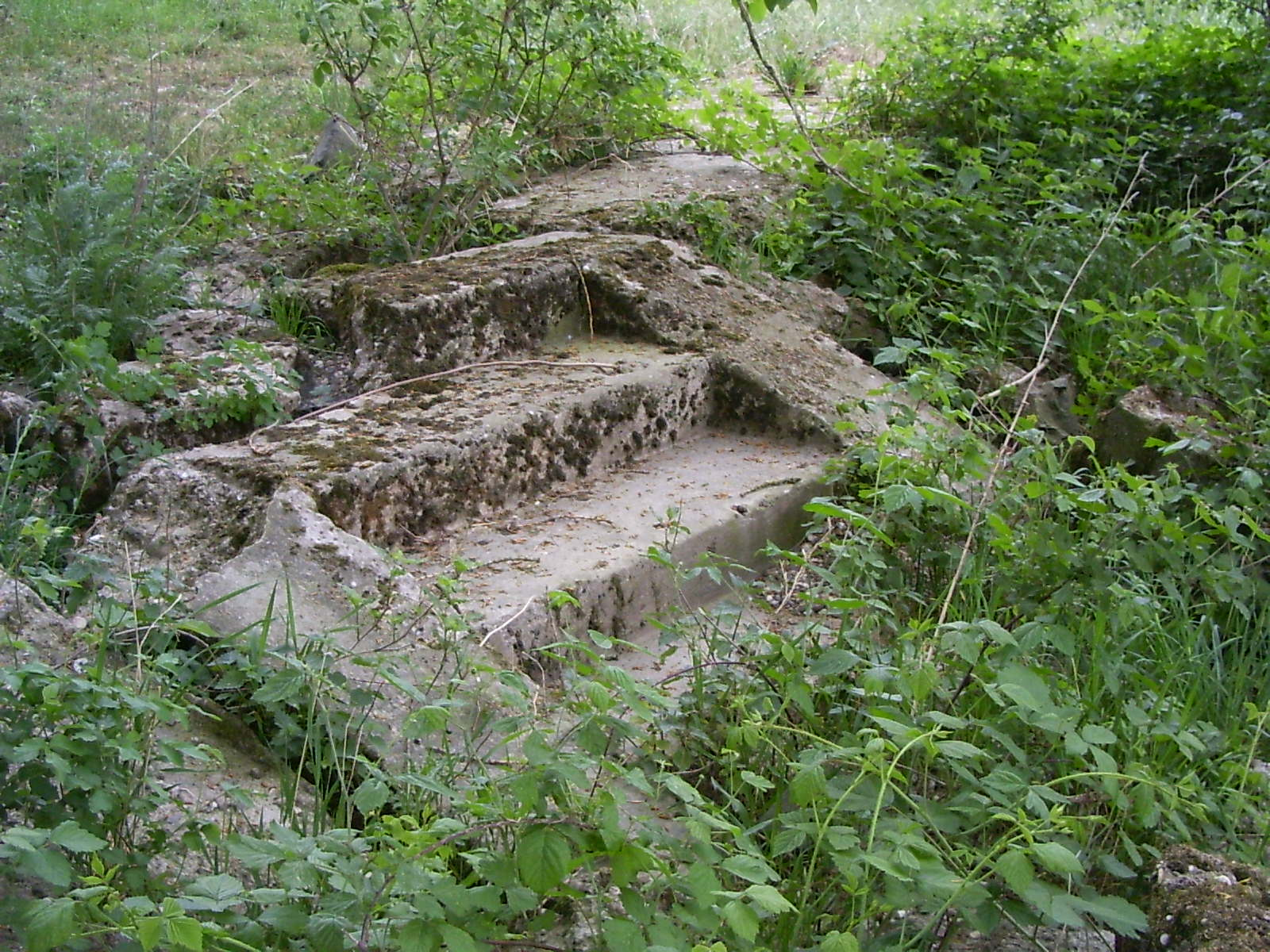
Overblijfsel bij Welle

Enkele decennia later was de concurrentiesituatie veranderd. De CME en RhE waren door de Pruisische staat opgekocht en opgenomen in de Preußische Staatseisenbahnen en de NRS was genaast door de Staatsspoorwegen. In 1895 werd het parallelle spoor opgebroken en in 1912 werd de spoorpont als zodanig opgeheven. Er voer nog wel een veerboot om passagiers over te zetten, maar de wagons werden niet meer overgezet. De treinen reden nog wel tot aan de rivier.
De reizigersdienst werd bij het uitbreken van de Eerste Wereldoorlog beperkt tot twee treinenparen per dag, na deze oorlog beëindigde de NS het contract, waarna de DRG de dienst enige tijd voortzette.
Op 31 augustus 1926 is het gedeelte tussen Elten en Welle (inclusief de veerdienst) buiten gebruik genomen en in 1930 werd dit spoor opgebroken.
Vlak voor het einde van de Tweede Wereldoorlog werd op de plek van de spoorpont een tijdelijke spoorbrug aangelegd, met een verbindingsboog naar het oosten aan de spoorlijn Oberhausen - Emmerich, ten behoeve van troepentransport. Van 8 tot 17 februari 1946 was deze brug vanwege hoogwater afgesloten. In 1946 werd deze tijdelijke spoorlijn weer opgebroken.
Tot 1960 was er nog een reizigersdienst tussen Spyck en Kleef, daarna bleef de lijn nog tot 1982 in gebruik als goederenspoor.
In 1982 is de spoorlijn tussen Spyck en Kleef definitief buiten gebruik genomen en enkele jaren later zijn de rails opgebroken. Overblijfselen zijn nog steeds zichtbaar in de buurt van de Spyckse oliemolen.
De spoorbrug over de Altrhein bij Griethausen is de oudste bewaard gebleven stalen spoorbrug in Duitsland en bleef als industrieel monument behouden. De spoordijk is sinds 1990 vanaf Griethausen tot Kleef als wandel- en fietspad in gebruik en is vanuit de lucht (onder andere te bekijken op Google Earth) goed te herkennen aan de lichtgele verharding. Ook het traject vanaf de Rijn tot aan Elten is op de luchtfoto goed te herkennen.